# Dansehøj

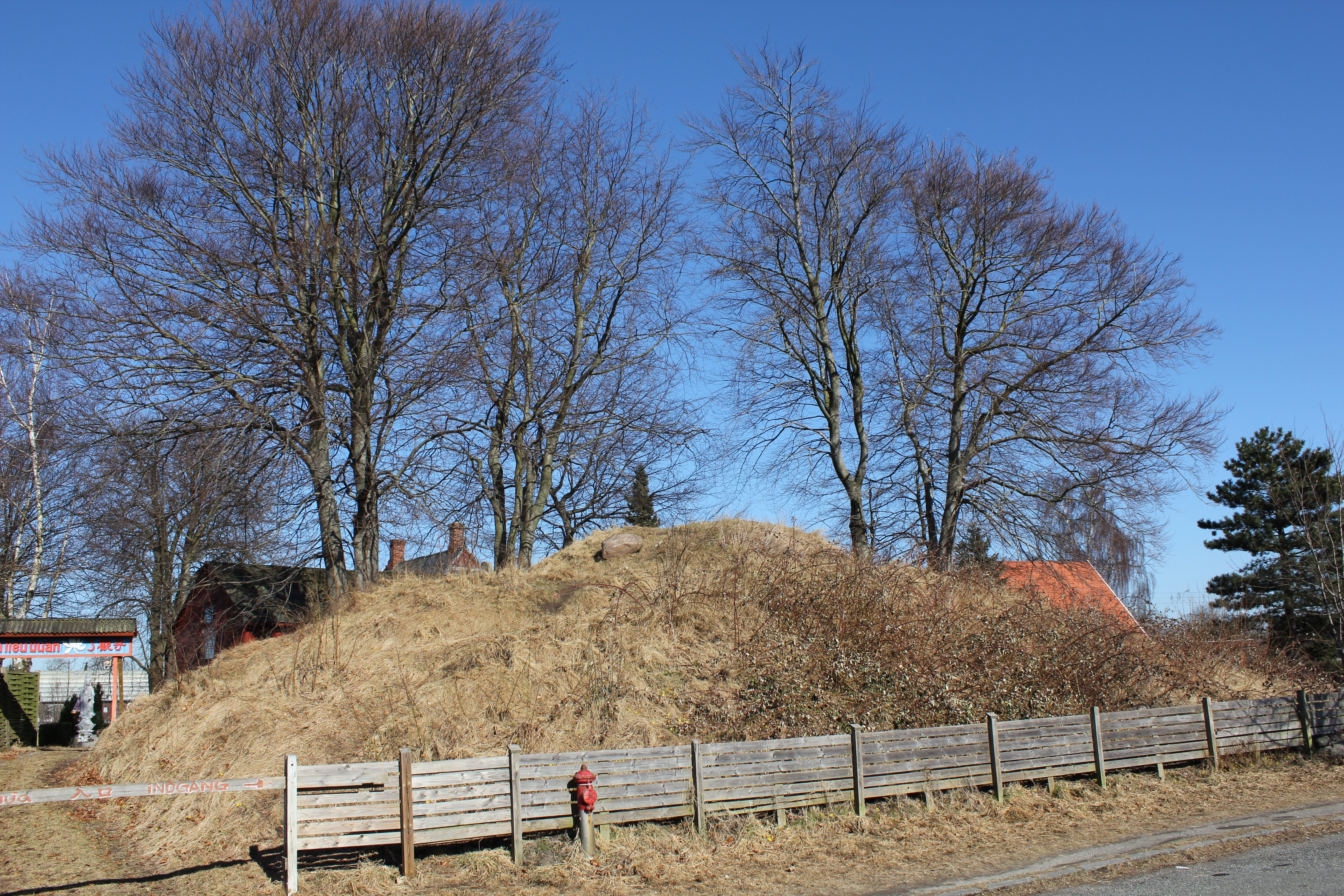
Dansehøj von Vigerslev, Kopenhagen

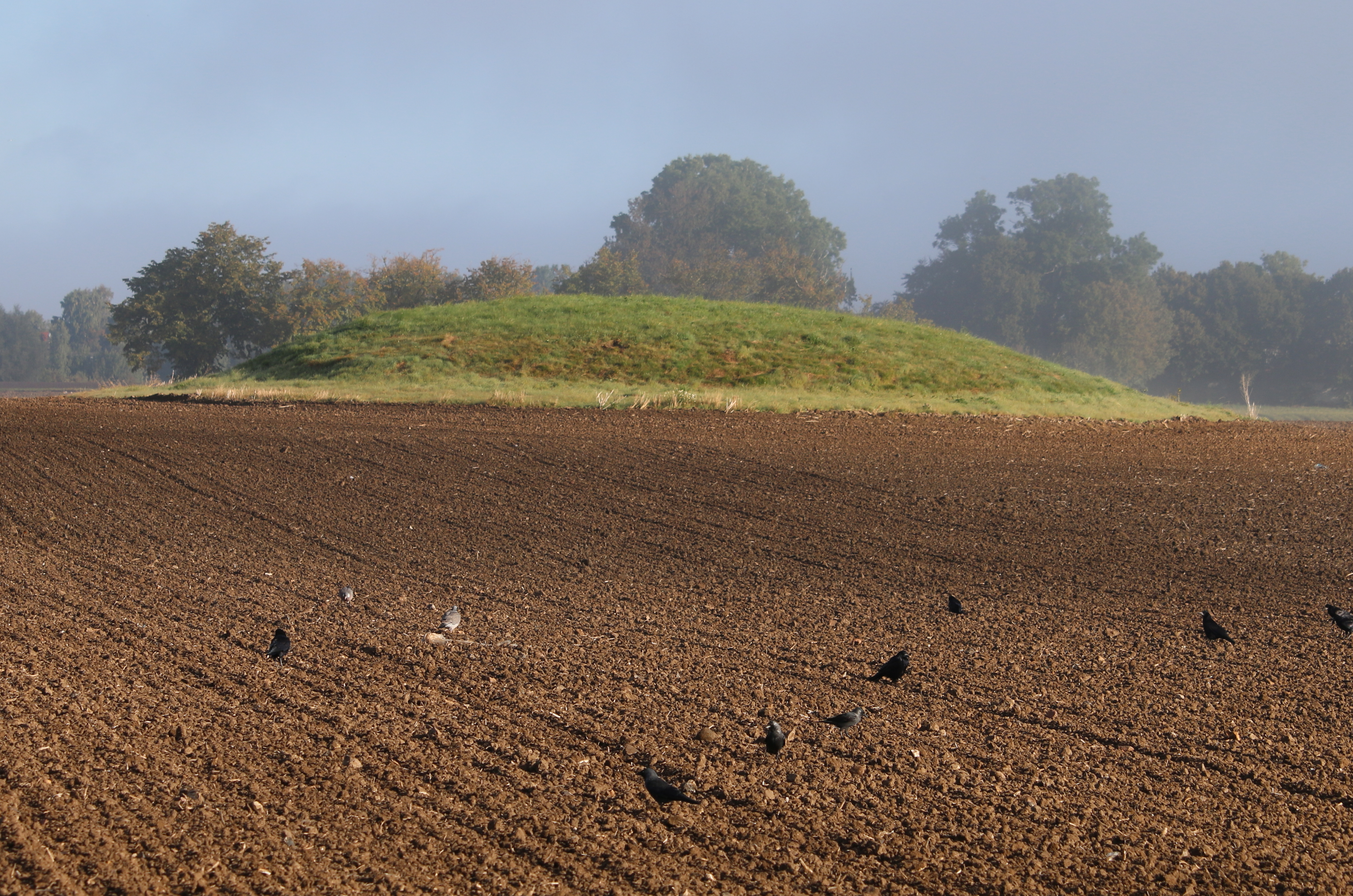
Dansehøj von Södra Sallerup

Ein Dansehøj (auch Danshøj; deutsch „Tanzhügel“) ist ein 1,5 bis 3,0 m hoher, kreisrunder Erdhügel mit flacher Kuppe aus der älteren Bronzezeit. Es gibt auch ähnlich aussehende Grabhügel mit flacher Kuppe aus der Eisenzeit. Ein Dansehøj hat relativ steile Seitenwände. Der Durchmesser schwankt zwischen 35 und 67 m beim größten der Hügel (Nustrup in Südjütland). Die etwa ein Dutzend bekannten Hügel enthalten in der Regel Erdbegräbnisse. Der Typus kommt in Dänemark hauptsächlich in Jütland, aber auch in Schonen (sh. Langdolmen von Västra Hoby) vor.
Peter Vilhelm Glob nimmt an, dass auf dem Hügel Kultszenen nachgespielt wurden, wie sie von Felsritzungen dieser Zeit bekannt sind.
Der bekannteste Dansehøj ist der etwa 1,5 m hohe Bredhøj (deutsch „breite Hügel“) nordwestlich von Roslev bei Nautrup (oder Navtrup) im Salling mit 40,0 m Durchmesser. Ein weiteres gut erhaltenes Exemplar liegt in Sulsted, 15 km nördlich von Ålborg. Entlang des Ochsenweges gibt es eine Vielzahl von Hügeln, darunter Kong Rans Høj bei Randbøl. Auf Seeland liegt westlich von Ferslev (Frederikssund Kommune) am Mejerivej ein weiterer Dansehøj.
In Schweden liegt ein Dansehøj-Grabhügel in Södra Sallerup, einem Stadtteil von Malmö.